# شاندور شالایی
شاندور شالایی (مجاری: Sándor Sallai؛ زادهٔ ۲۶ مارس ۱۹۶۰) بازیکن فوتبال اهل مجارستان بود.
از باشگاه‌هایی که در آن بازی کرده‌است می‌توان به باشگاه فوتبال دبرتسنی و باشگاه فوتبال بوداپست هونود اشاره کرد.
وی همچنین در تیم ملی فوتبال مجارستان بازی کرده‌است.